# Arrondissement de Nevers
L'arrondissement de Nevers est une division administrative française, située dans le département de la Nièvre et la région Bourgogne-Franche-Comté.

## Composition

### Composition avant 2015
- canton de Decize
- canton de Dornes
- canton de Guérigny
- canton d'Imphy
- canton de La Machine
- canton de Nevers-Centre
- canton de Nevers-Est
- canton de Nevers-Nord
- canton de Nevers-Sud
- canton de Pougues-les-Eaux
- canton de Saint-Benin-d'Azy
- canton de Saint-Pierre-le-Moûtier
- canton de Saint-Saulge

### Découpage communal depuis 2015
Depuis 2015, le nombre de communes des arrondissements varie chaque année soit du fait du redécoupage cantonal de 2014 qui a conduit à l'ajustement de périmètres de certains arrondissements, soit à la suite de la création de communes nouvelles. Le nombre de communes de l'arrondissement de Nevers est ainsi de 83 en 2015 et 83 en 2016.
Le 1er janvier 2017, la composition de l'arrondissement est modifiée par l'arrêté du 27 décembre 2016. Le nombre de communes passe de 83 à 82.
Au 1er janvier 2024, l'arrondissement groupe les 82 communes suivantes :
1. Anlezy
2. Avril-sur-Loire
3. Azy-le-Vif
4. Bazolles
5. Béard
6. Beaumont-Sardolles
7. Billy-Chevannes
8. Bona
9. Challuy
10. Champvert
11. Chantenay-Saint-Imbert
12. Chevenon
13. Cizely
14. Cossaye
15. Coulanges-lès-Nevers
16. Crux-la-Ville
17. Decize
18. Devay
19. Diennes-Aubigny
20. Dornes
21. Druy-Parigny
22. La Fermeté
23. Fertrève
24. Fleury-sur-Loire
25. Fourchambault
26. Frasnay-Reugny
27. Garchizy
28. Germigny-sur-Loire
29. Gimouille
30. Guérigny
31. Imphy
32. Jailly
33. Lamenay-sur-Loire
34. Langeron
35. Limon
36. Livry
37. Lucenay-lès-Aix
38. Luthenay-Uxeloup
39. La Machine
40. Magny-Cours
41. Mars-sur-Allier
42. Marzy
43. Montigny-aux-Amognes
44. Neuville-lès-Decize
45. Nevers
46. Nolay
47. Parigny-les-Vaux
48. Poiseux
49. Pougues-les-Eaux
50. Rouy
51. Saincaize-Meauce
52. Saint-Benin-d'Azy
53. Saint-Benin-des-Bois
54. Saint-Éloi
55. Saint-Firmin
56. Saint-Franchy
57. Saint-Germain-Chassenay
58. Saint-Jean-aux-Amognes
59. Saint-Léger-des-Vignes
60. Sainte-Marie
61. Saint-Martin-d'Heuille
62. Saint-Maurice
63. Saint-Ouen-sur-Loire
64. Saint-Parize-en-Viry
65. Saint-Parize-le-Châtel
66. Saint-Pierre-le-Moûtier
67. Saint-Saulge
68. Saint-Sulpice
69. Sauvigny-les-Bois
70. Saxi-Bourdon
71. Sermoise-sur-Loire
72. Sougy-sur-Loire
73. Thianges
74. Toury-Lurcy
75. Toury-sur-Jour
76. Tresnay
77. Trois-Vèvres
78. Urzy
79. Varennes-Vauzelles
80. Vaux d'Amognes
81. Verneuil
82. Ville-Langy

## Démographie
En 2022, l'arrondissement comptait 112 589 habitants.
| 1968    | 1975    | 1982    | 1990    | 1999    | 2006    | 2011   | 2016    | 2021    |
| ------- | ------- | ------- | ------- | ------- | ------- | ------ | ------- | ------- |
| 126 689 | 129 466 | 129 010 | 128 496 | 125 244 | 122 708 | 45 020 | 115 613 | 112 787 |

| 2022    | - | - | - | - | - | - | - | - |
| ------- | - | - | - | - | - | - | - | - |
| 112 589 | - | - | - | - | - | - | - | - |